# Pomarea fluxa
Pomarea fluxa е изчезнал вид птица от семейство Monarchidae.

## Разпространение
Видът е разпространен във Френска Полинезия.